# Rubens Salles
Rubens de Moraes Salles (São Manuel, 14 de outubro de 1891 — São Paulo, 21 de julho de 1934) foi um futebolista brasileiro e segundo treinador do São Paulo, de 1931 a 1932 e o primeiro  treinador da Seleção Brasileira de Futebol

## História
Rubens de Morais Salles nasceu no dia 14 de outubro de 1891, na cidade de São Manuel, filho de José Pedroso de Moraes Salles e Maria Izabel Coutinho Salles. Tinha como irmãos Mario, Octavio, Laura, Julieta, Ibanez, Ruth, José e Fernão. Era casado com Maria de Almeida Prado Salles com quem teve as filhas Maria Lina e Helena, uma nadadora olímpica de 1936. 
Seu irmão, Fernão Salles, é considerado herói da Revolução Constitucionalista de 1932, em que foi morto em combate nas primeiras semanas do conflito. Rubens, assim como o irmão, também atuou como voluntário no levante. O esgotamento pela guerra e a perda do irmão foram considerados fatores decisivos para que ele, debilitado, morresse apenas dois anos depois.
Rubens Salles foi considerado o primeiro ídolo do futebol brasileiro na primeira metade da década de 1910, sendo depois superado por Arthur Friedenreich. "Seu nome, como futebolista, chegou a ser de uma grande popularidade, designando-se com ele determinados lances desse esporte", escreveu o jornal O Estado de S. Paulo.
No início não levava muito jeito para o futebol, mas insistiu e acabou marcando época no futebol brasileiro como "center-half" (centromédio). Sua estreia no Paulistano foi em 1906, depois de passar pelas equipes infantis, de 1902 a 1904. Em 1907 era titular do Paulistano, e em 1908 foi campeão. Sua especialidade eram os passes em profundidade, com os quais surpreendia seus adversários.
Em 1914, esteve na primeira Seleção Brasileira, formada para enfrentar o Exeter City, e marcou o primeiro gol do time em jogos oficiais, na vitória por 1 a 0 sobre a Argentina, pela Copa Roca de 1914, também a primeira vitória brasileira fora do país. Sua primeira experiência como técnico foi nesses jogos, ao lado de Sylvio Lagreca em uma comissão.
Aos 29 anos, em 1920, abandonou o futebol, mas não os campos, passando a atuar como árbitro.
Em 1931, passou a trabalhar como técnico, dirigindo o São Paulo naquela temporada e ajudando o clube a ganhar o Campeonato Paulista.
Rubens morreu em 21 de julho de 1934. "O desaparecimento, depois de breve enfermidade, dessa simpática figura paulistana, tão ligada à nossa vida nas suas mais belas manifestações de energia e de civismo, causou em todos os meios desta capital profunda consternação", escreveu o Estadão em seu obituário. "O desenvolvimento esportivo da nossa gente deve-lhe muito. Passou a sua esplêndida mocidade nos campos de futebol, comunicando ao país inteiro o seu entusiasmo. Foi um nome nacional. Chegou mesmo a transpor as divisas de nossa terra e colher louros da vitória em competições esportivas realizadas no estrangeiro."

## Artilheiro
Foi artilheiro do Campeonato Paulista de 1910, jogando pelo Paulistano com dez gols.

## Títulos

### Como jogador
- Campeonato Paulista: 1908, 1913, 1916, 1917, 1918 e 1919

### Como técnico
- Campeonato Paulista: 1931[5]